# Cattleya hoehnei
La Cattleya hoehnei es una especie de orquídea epifita  que pertenece al género de las Cattleya.   

## Descripción
Es una orquídea de tamaño pequeño a mediano, con hábitos de epifita y con pseudobulbos engrosados basalmente, alargados, estrechándose hacia la punta que llevan 2 hojas apicales. Florece en el verano en el hemisferio norte y en la primavera en Brasil en una inflorescencia de 65 cm de largo, con hasta 15 flores que es mucho más larga que la hoja y que surge a través de una larga envoltura.

## Distribución
Se encuentra en el estado de Espírito Santo de Brasil en las elevaciones de alrededor de 800 metros.   

## Taxonomía
Cattleya hoehnei fue descrita por Cássio Van den Berg  y publicado en Neodiversity: A Journal of Neotropical Biodiversity 3: 8. 2008.
Etimología
Cattleya: nombre genérico otorgado en honor de William Cattley orquideólogo aficionado inglés,
hoehnei: epíteto otorgado en honor del botánico Frederico Carlos Hoehne.
Sinonimia
- Hoffmannseggella mixta (Hoehne) V.P.Castro & Chiron
- Laelia mixta Hoehne
- Sophronitis mixta (Hoehne) Van den Berg & M.W.Chase	[1][4][5]